# Nový mlýn (vojenský újezd Libavá)
Nový mlýn, psáno také Nový Mlýn, je zaniklý vodní mlýn a osada v Oderských vrších ve vojenském újezdu Libavá. Jeho zbytky se nachází u náhonu na pravém břehu řeky Odry v okrese Olomouc v Olomouckém kraji. Německý název mlýna byl Neumühle nebo Schwarzmühle a patřil k zaniklé vesnici Rudoltovice. Místo se nachází pod Novomlýnským vrchem u mostu přes Odru nedaleko soutoku Odry a Podleského potoka. Místo je veřejnosti, bez povolení, nepřístupné. Obvykle jedenkrát ročně může být místo a jeho okolí přístupné veřejnosti v rámci cyklo-turistické akce Bílý kámen.
Mlýn měl také pilu a dvě mlýnská kola na horní vodu. V roce 1930 byl majitelem p. Schwarz. Mlýn zanikl po poválečném odsunu německého obyvatelstva při výstavbě vojenského výcvikového prostoru Libavá.

## Další informace

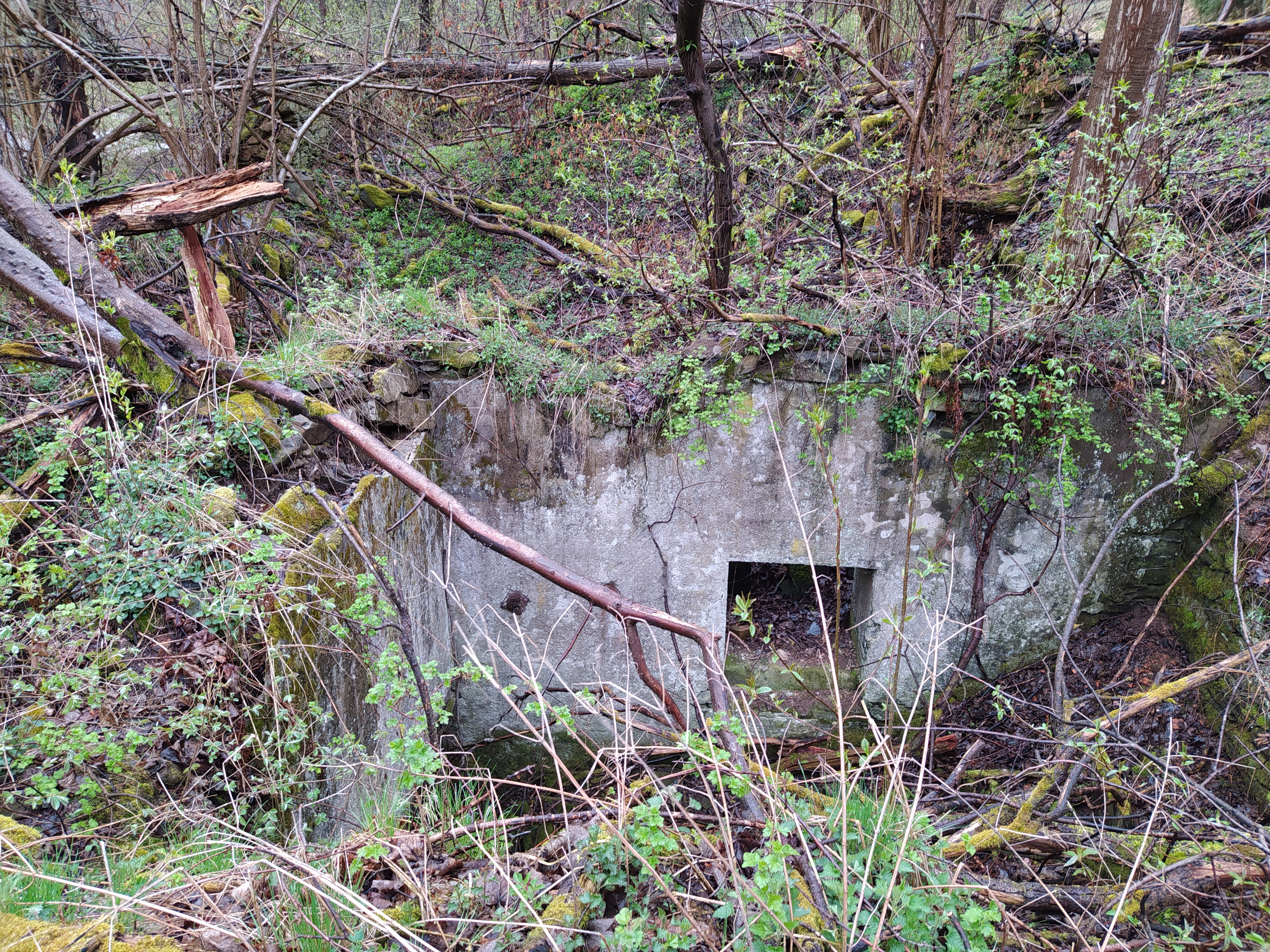
Ruiny Nového mlýna

Místo se nachází také u cesty do zaniklé vesnice Rudoltovice.
U nedalekého u mostu přes Odru je vodácké nástupní místo ke sjíždění řeky (Nový mlýn, říční km 105,9).

## Poznámka
Mapy.cz píší název místa s velkými písmeny jako Nový Mlýn.